# Werkstatt für Wandmalerei am Bauhaus

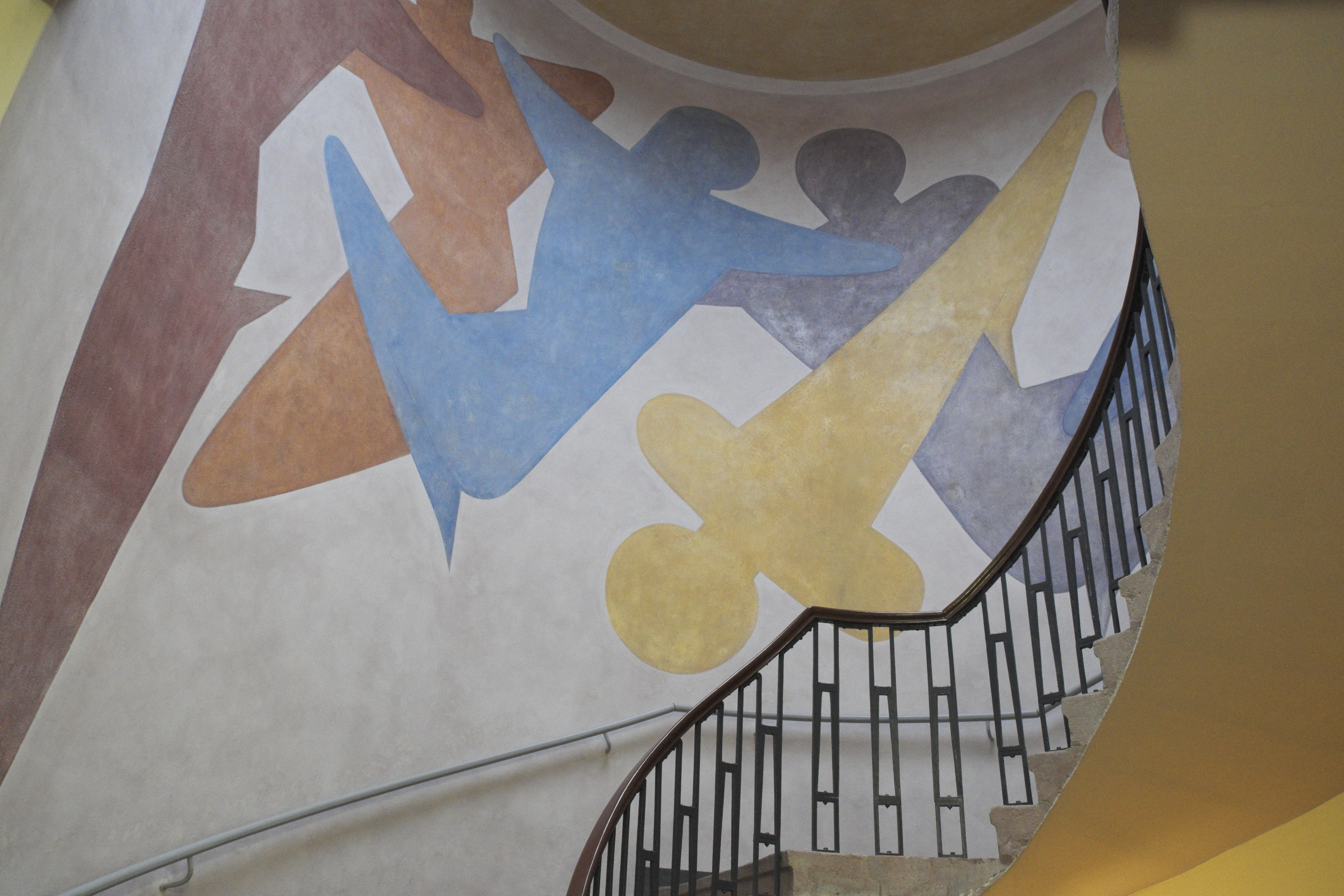
Wandgemälde von Oskar Schlemmer im Van-de-Velde-Bau in Weimar, 1923

Die Werkstatt für Wandmalerei am Bauhaus war eine Werkstatt am Staatlichen Bauhaus. Sie bestand von 1919 bis 1933, zunächst in Weimar und ab 1925 in Dessau. Die Werkstatt fertigte großformatige Wandbilder an, gestaltete Möbel sowie Spielzeug farbig und führte architekturgebundene Ausmalungen durch.

## Beschreibung
Formmeister der Werkstatt waren zunächst Johannes Itten dann Oskar Schlemmer und von 1922 bis 1925 Wassily Kandinsky. Werkstattmeister waren unter anderem Franz Heidelmann (1920), Carl Schlemmer (1921–1922), Heinrich Beberniß (1922–1925) und ab 1925 Hinnerk Scheper, der sich von 1929 bis 1931 beruflich in Moskau aufhielt. In seiner Abwesenheit leitete Alfred Arndt die Werkstatt. In die Werkstatt ging 1924 die Werkstatt für Glas über. Ihr gehörte Josef Albers an, der dort Werkmeister für Glas wurde.
Die erste architekturgebundene Tätigkeit der Werkstatt für Wandmalerei war die Ausmalung der Flure und der Kantine des Bauhaus-Gebäudes in Weimar nach Vorgaben von Johannes Itten. Für die Bauhausausstellung von 1923 setzte die Werkstatt mehrere Projekte um, wie figürliche Reliefs und Wandmalereien von Oskar Schlemmer im Werkstattgebäude und Wandbilder von Herbert Bayer im Nebentreppenhaus des Bauhaus-Hauptgebäudes.
Im Musterhaus Am Horn nahmen Alfred Arndt und Josef Maltan die Innenausmalung der Räume vor.
Die Werkstatt entwickelte ab 1929 die Bauhaus-Tapeten, die 1930 in die industrielle Fertigung gingen und durch Provisionszahlungen zu einer Haupteinnahmequelle des Bauhauses wurden. Die Tapeten waren das erfolgreichste Produkt der Werkstatt.

## Bekannte Schüler
- Werner Jackson[2]